# Liste de points extrêmes de la Finlande
Voici une liste de points extrêmes de la Finlande.

## Latitude et longitude
| \| Nuorgam Hanko Töjby Hattuvaara Russarö Märket Halti \| Localisation des points extrêmes de la Finlande |
| Nuorgam Hanko Töjby Hattuvaara Russarö Märket Halti                                                       |

### Continent
- Nord : Nuorgam, Laponie (70° 05′ N, 27° 57′ E) (également le point le plus au nord de l'Union européenne)
- Sud : Hanko, Finlande-Méridionale, (59° 48′ N, 22° 54′ E)
- Ouest : Töjby, Finlande-Occidentale, (62° 37′ N, 21° 07′ E)
- Est : Hattuvaara, Finlande-Orientale, (62° 54′ N, 31° 32′ E)

### Totalité du territoire
- Nord : Nuorgam, Laponie (70° 05′ N, 27° 57′ E) (également le point le plus au nord de l'Union européenne)
- Sud : îlot au large de l'île de Russarö, Finlande-Méridionale, (59° 45′ N, 22° 58′ E)
- Ouest : Märket, Eckerö, Åland, (60° 17′ N, 19° 09′ E)
- Est : Hattuvaara, Finlande-Orientale, (62° 54′ N, 31° 32′ E)

## Altitude
- Maximale : mont Halti, Laponie, 1 328 mètres
- Minimale : mer Baltique, 0 mètre